# Línea 7 (TUVISA)
La Línea 7 de TUVISA de Vitoria une el oeste y el sureste de la ciudad mediante el centro de la misma.

## Características
Esta línea conecta el Barrio de Borinbizkarra en el oeste de Vitoria con el de Salburua que se encuentra en la zona sureste de la ciudad. 
La línea entró en funcionamiento a finales de octubre de 2009, como todas las demás líneas de TUVISA, cuándo el mapa de transporte urbano en la ciudad fue modificado completamente. La línea inicialmente se denominaba 'Sansomendi-Errekaleor', pero con la entrada al corazón del Barrio de Sansomendi y el cambio de parada de regulación horaria de Errekaleor a Salburua, en octubre de 2010 pasó a denominarse 'Sansomendi-Salburua'. Ya a principios de 2013, la línea se amplió al Barrio de Larrein, dejando de pasar por el Bulevar de Salburua, para pasar por la Calle Antonio Amat Maíz. Fue a finales de ese mismo año, cuando la línea se amplió al Barrio de Borinbizkarra, ampliándose el recorrido desde la Calle Paula Montal hasta la Calle Henry Morton Stanley, trasladándose allí la parada de regulación horaria, cambiándose el nombre de la línea a la denominación actual. En febrero de 2015, y con la entrada de la Línea 10 - Aldaia-Larrein, dejó de circular por la zona Sur de la ciudad (Adurza), y realice el trayecto a Salburua de manera más directa por las Calles Olaguíbel, José Lejarreta y Florida.

### Frecuencias
| de lunes a viernes laborables |        |
| 5:40, 6:10, 6:30              |        |
| de 6:50 a 21:30               | 10 min |
| 21:50, 22:00                  |        |
| sábados laborables            |        |
| de 7:00 a 23:00               | 15 min |
| domingos y festivos           |        |
| de 8:00 a 22:00               | 20 min |
| 22:20 hasta Prado             |        |
| laborables agosto             |        |
| 6:15                          |        |
| de 7:00 a 21:45               | 15 min |
| 22:15                         |        |

| de lunes a viernes laborables                           |        |
| 5:10, 6:20                                              |        |
| de 6:50 a 20:50                                         | 10 min |
| 21:10, 21:20, 21:30, 21:40, 21:50 Hasta Catedral, 22:00 |        |
| sábados laborables                                      |        |
| de 6:50 a 23:05                                         | 15 min |
| domingos y festivos                                     |        |
| de 8:00 a 22:00                                         | 20 min |
| 22:20 hasta Catedral                                    |        |
| laborables agosto                                       |        |
| 6:20                                                    |        |
| de 6:50 a 21:35                                         | 15 min |
| 22:20                                                   |        |

## Recorrido

### Recorrido de Ida
La Línea comienza su recorrido en la Calle Henry Morton Stanley, en la rotonda con Océano Pacífico, da media vuelta por la misma calle para llegar a la Calle Sansomendi y más tarde a Paula Montal, desde donde se dirige hacia la Calle Antonio Machado. Desde aquí gira y accede a la Calle Duque de Wellington y José Atxotegui, que le hace llegar a la Calle México y Pedro Asúa. Después entra a la Calle Adriano VI. En la Plaza de Lovaina, la Línea entra en el centro de Vitoria por Calle Magdalena, Prado, Plaza de la Virgen Blanca, Mateo Moraza, Calle Olaguíbel. Gira a la derecha por la Calle José Lejarreta y después a la izquierda por la Calle Florida para llegar a Paseo de La Iliada, y al final del recorrido de Ida.

### Recorrido de Vuelta
El recorrido comienza en la parada terminal de Salburua, siguiendo por el Paseo de la Ilíada y la Calle Florida hasta girar a la derecha por la Calle Los Herrán. En la Calle Jesús Guridi la línea vuelve al centro de la ciudad y en esta ocasión pasa por la Calle Independencia, General Álava, Becerro de Bengoa y Cadena y Eleta (Catedral). Desde este punto accede a Luis Henitz y Ramiro de Maeztu. Desde aquí entra a Beato Tomás de Zumárraga y tras girar a la derecha accede a la Calle México que le lleva a José Atxotegui y Duque de Wellington. Girando a la izquierda entra en Antonio Machado y tras girar a la izquierda a Paula Montal. Después accede a la calle Sansomendi, para llegar a Henry Morton Stanley donde retorna a su punto inicial, la parada terminal de la Calle Henry Morton Stanley.

### Barrios atendidos
Esta línea atiende los siguientes barrios y zonas de Vitoria.
- Zabalgana - Borinbizkarra
- Ali (concejo)
- Sansomendi
- Lakua 03
- Txagorritxu-Gazalbide
- San Martín
- Coronación
- Lovaina
- Desamparados
- Casco Histórico
- Ensanche

## Paradas
| KBHFa |

| HST |

| HST |

| HST |

| HST |

| HST |

| TRAM |

| HST |

| HST |

| HST |

| HST |

| HST |

| HST |

| BHF |

| HST |

| HST |

| HST |

| HST |

| KBHFe |

| KBHFa |

| HST |

| HST |

| HST |

| HST |

| HST |

| TRAM |

| HST |

| HST |

| HST |

| HST |

| HST |

| HST |

| BHF |

| HST |

| HST |

| HST |

| HST |

| KBHFe |

| KBHFa |

| HST |

| HST |

| HST |

| HST |

| HST |

| TRAM |

| HST |

| HST |

| HST |

| HST |

| HST |

| HST |

| BHF |

| HST |

| HST |

| HST |

| HST |

| KBHFe |

| KBHFa |

| HST |

| HST |

| HST |

| HST |

| HST |

| TRAM |

| HST |

| HST |

| HST |

| HST |

| HST |

| HST |

| BHF |

| HST |

| HST |

| HST |

| HST |

| KBHFe |

| KBHFa |

| HST |

| HST |

| HST |

| HST |

| BHF |

| HST |

| HST |

| HST |

| HST |

| HST |

| HST |

| HST |

| TRAM |

| HST |

| HST |

| HST |

| HST |

| HST |

| KBHFe |

| KBHFa |

| HST |

| HST |

| HST |

| HST |

| BHF |

| HST |

| HST |

| HST |

| HST |

| HST |

| HST |

| HST |

| TRAM |

| HST |

| HST |

| HST |

| HST |

| HST |

| KBHFe |

| KBHFa |

| HST |

| HST |

| HST |

| HST |

| BHF |

| HST |

| HST |

| HST |

| HST |

| HST |

| HST |

| HST |

| TRAM |

| HST |

| HST |

| HST |

| HST |

| HST |

| KBHFe |

| KBHFa |

| HST |

| HST |

| HST |

| HST |

| BHF |

| HST |

| HST |

| HST |

| HST |

| HST |

| HST |

| HST |

| TRAM |

| HST |

| HST |

| HST |

| HST |

| HST |

| KBHFe |